# Martinus Johannes van Oort
Martinus Johannes van Oort (11 december 1914 - verm. 14 december 1996) was een Nederlandse oorlogsmisdadiger. Samen met Auke Pattist en Dirk Hoogendam vormde hij de beruchte '3 van Hollandscheveld' tijdens de Tweede Wereldoorlog.
Van Oort werkte voor de oorlog als accountant in Rotterdam. Hij was een fel tegenstander van het communisme. Hij meldde zich in 1941 vrijwillig aan bij de Waffen-SS om tegen het communisme te gaan vechten, kort voordat nazi-Duitsland de Sovjet-Unie zou binnenvallen. Hij tekende enkele malen bij en vocht enige jaren aan het oostfront.
In 1944 - hij was inmiddels opgeklommen tot Untersturmführer - kwam hij op verlof terug naar Nederland. Hij werd, tegen zijn zin, naar Hollandscheveld uitgezonden om leiding te geven aan een groep Landstormers. Bij deze overplaatsing hoorde een promotie tot Obersturmführer.
Met Auke Pattist en Dirk Hoogendam voerde Van Oort een schrikbewind in Hollandscheveld. Als hoogste in rang was Van Oort officieel verantwoordelijk voor de daden van de anderen. Desondanks kreeg hij na de Tweede Wereldoorlog slechts enkele jaren cel terwijl Pattist en Hoogendam aanvankelijk ter dood werden veroordeeld.